# Heikegani
Heikegani (平家蟹, ヘイケガニ) (Heikea japonica) är en krabbart som är endemisk för Japan. Krabborna har ett skal vars mönster liknar en människas ansikte. Enligt lokal folktro är dessa krabbor reinkarnationer av själarna från de Heike-krigare som besegrades i slaget vid Dan-no-ura som det berättades i Heike monogatari.
Heikegani användes av Carl Sagan i hans populärvetenskapliga TV-serie Cosmos som ett exempel på oavsiktligt artificiellt urval, en tolkning som publicerades av Julian Huxley 1952. Enligt hypotesen kastades krabborna med skal som liknade samurajer tillbaka ner i havet av fiskarna, för att visa respekt för heikekrigarna, medan de som inte liknade samurajer blev uppätna, vilket gav de med samurajskal större överlevnadschans. Ju mer krabborna liknade samurajansikten, desto större sannolikhet var det alltså att de skulle kastas tillbaka och således överleva.
Hypotesen har dock mötts av viss skepticism, bland annat av Joel H. Martin. Då man inte äter Heikegani menar Martin att det inte finns något artificiellt tryck till fördel för de ansiktsliknande skalmönstren, i motsats till vad Sagan antydde. Ryggsköldens mönster tjänar ett väldigt funktionellt syfte, som områden för muskelfästen. Liknande mönster återfinns hos arter i många delar av världen, däribland på fossila kvarlevor.